# 近江天保一揆
近江天保一揆（おうみてんぽういっき）は、江戸時代後期に起こった百姓一揆。甲賀騒動・甲賀一揆・三上騒動・百足山騒動・天保十三年近江天保一揆などとも言う。典型的な惣百姓一揆（代表越訴型一揆と異なり、庄屋等の村役人層に指導された全村民による一揆、大規模で政治的要求を掲げた）である。天保13年10月16日（(新暦)1842年11月18日）近江野洲郡・栗太郡・甲賀郡の農民が、江戸幕府による不当な検地に抗議し、検地十万日延期の証文を勝ち取った。一揆後、幕府により数万名を超える農民に対して苛烈な取り調べが行われ、土川平兵衛等指導者11名が江戸送りとなった他、千余名の一揆参加者が捕縛され、その中の多くが獄死や帰村後衰弱死したと伝えられている。これら犠牲になった人たちのことを近江天保義民（天保義民）と言う。

## 一揆の背景

### 時代背景

#### 国内の状況
一揆が起こった天保13年（1842年）は、天保の大飢饉（天保4年（1833年） – 天保10年（1839年））の直後で、当に飢饉により多くの人が餓死し、米価高騰や一揆・打ち壊しの姿がまだ生々しい記憶として残っていた。天保7年（1836年）だけで大小129件もの一揆・騒動があったと伝えられる。
代表的な一揆としては天保2年7月26日（1831年9月2日）に長州藩で起きた「防長大一揆（長州藩天保一揆・天保大一揆とも呼ばれる）」、天保7年8月14日（1836年9月24日）に天領の甲斐で起きた「天保騒動（郡内騒動・甲斐一国騒動・甲州騒動とも呼ばれる）」、9月21日（10月30日）三河の加茂郡挙母藩で起きた「加茂一揆」、天保9年5月22日（1838年7月13日）に天領の佐渡で起きた「佐渡一国一揆（佐渡一国騒動）」などがあるが、天保11年11月23日（1840年12月16日）庄内藩など三藩の領地替え（三方領知替え）に反発した「三方領地替反対一揆（天保義民事件）」、天保12年12月4日（1842年1月15日）に徳島藩で起きた「山城谷一揆」など、国や藩の政策を批判する一揆が起き始めていた。
農民等の一揆・騒動に加え、天保8年（1837年）には、2月19日（3月25日）大阪で、飢饉による米不足の中更なる利を求め米買占めを行う商人や、民衆の窮状を省みない役人に反発し救民を訴えた大塩平八郎による反乱（大塩平八郎の乱）が起き、6月1日（7月3日）越後柏崎では国学者生田万が貧民救済を掲げ蜂起（生田万の乱）し、天保10年5月14日（1839年6月24日）には幕府の鎖国政策を批判した高野長英等の蘭学者を捕縛した蛮社の獄が起きた。いずれも幕府や役人への批判が元といえる。

#### 近江の状況
近江においては、天保7年8月13日（1836年9月23日）暴風雨から水田に多大な被害が生じ米価が4倍に高騰、毎日瀬田の唐橋から身投げ者が続出し、浅井郡甲津原村（現滋賀県米原市）では食料が無くなり木の根などを食べ、中毒から97名が死亡したとの記録がある。同年12月（1837年1月）園城寺領滋賀郡正興寺村（現大津市）にて農民が米借用を求めた騒動を起こし、天保10年11月（1839年12月）世情不安から大津町中の木戸門警備が強化された。飢饉による被害から世情自体が騒然としつつあった。

#### 諸外国の動向
国内ばかりでなく、蝦夷地へ度重なるロシア船来航から天保2年2月18日（1831年3月31日）には来航したロシア船と蝦夷地役人との間で交戦騒ぎが起こり、天保8年6月28日（1837年7月30日）にはアメリカの商船モリソン号が浦賀に表れ、浦賀奉行所が砲撃し打ち払いを行ったモリソン号事件が起きた。また、隣国清では天保10年7月27日（1839年9月4日）九竜沖砲撃戦からイギリスとの間で阿片戦争が勃発し、近江で一揆が起こる直前の天保13年7月24日（1842年8月29日）清の敗北から南京条約が締結された。その後阿片戦争に勝利したイギリスが日本に軍艦サマラング号を来航させるとの情報がもたらされていた。

#### 幕政改革
国内ばかりか日本を取り巻く環境が騒然とする中、天保12年閏1月7日（1841年2月27日）に幕府老中水野忠邦は、第11代将軍徳川家斉の薨去を経て家斉側近を罷免し、遠山景元・矢部定謙・鳥居耀蔵などを登用し幕政改革に着手した。

### 近江の特色

#### 領主
幕藩体制下近江は彦根藩（藩主井伊直亮 30万石、徳川家斉下の大老）・膳所藩（藩主本多康禎 7万石）・天領を除くと小領主が林立し、文政6年（1823年）『近江国石高帖』によれば、近江は天領を除き在国大名領9藩、仙台藩・唐津藩など他国大名領24藩、宮門跡・公卿領8家、旗本領146家、社寺領59に細分化され領地は錯綜していた。一村を複数の領主が支配する相給が多く、野洲郡小田村（現滋賀県近江八幡市）では給主が11家に及び、また8給主が存在する村も多くあった。幕府による近江国支配の細分化は、徳川幕府が豊臣秀吉による遠国大名への京滞在賄い料として近江国内に領地を与えたことを倣ったこと、及び京・大阪に近く、交通要衝の地に大領主を置きたくなかったことによると考えられている。

#### 一味同心の土壌
鎌倉時代以降近江は佐々木家が治め、室町時代より戦国時代にかけて近江天保一揆が起こった湖東・湖南域は佐々木一族の嫡流六角家が長らく守護大名として君臨していた。織田信長の近江侵攻により六角家が滅亡すると同家臣の多くが帰農した。近江の庄屋層や豪商の多くは先祖を佐々木家一族や六角家被官とし、強い連帯感が存在した。実際、近江商人においては明らかな郷党意識があり、甲賀郡では六角家と関係が強い甲賀五十三家や野洲郡には三上七党がおり、中世より「一味同心」・「惣国一揆掟之事」などで強く結ばれていた。一揆指導者野洲郡三上村（現野洲市）庄屋土川平兵衛の家は、戦国時代以来の湖南地侍・一向門徒衆の家であり、土川平兵衛が検地阻止について相談を行った、野洲郡上永原村（現野洲市）庄屋野依又右衛門は佐々木定綱の後裔で中世近江守護代であった馬渕氏の一族であった。三上藩郡奉行平野八右衛門、三上村大庄屋大谷治太郎・三上藩地方役人大谷治之助兄弟、小篠原村庄屋苗村安右衛門などは三上七党の出であり、平野と大谷兄弟は従兄弟同志でもあった。
また、灌漑用水分配を巡って、近江国内の川筋に沿って一村、又は複数の村が連合して井組が作られていた。井組内部の水配分については無論のこと、他の井組との交渉・協議も絶えず行われており、支配領主を超えた共同体が存在していた。土川平兵衛は野洲川の水利触頭で、川筋庄屋は全て旧知の仲であった。

#### 文化・教養
近江の地は、庄屋郷士層の出である野洲郡の北村季吟が幕府歌学方に用いられ、近江蕉門の隆盛 や明治初期には香川景樹の門下の渡忠秋が生まれるなど、連歌・俳諧が盛んであった。画壇においても、高田敬輔・横井金谷・岸竹堂を初めとした絵師が生まれると共に、近江蕪村と呼ばれた紀楳亭や円山応挙が足繁く訪れ、豪商・庄屋層と深く交流した。書家も明治の三筆の内、日下部鳴鶴・巖谷一六の二名は近江の生まれであり、有力な寺社や富裕な商人等に支えられ、京と一体をなす文化が存在していた。
また、近江聖人と呼ばれた中江藤樹・雨森芳洲・沢村琴所などの儒学者を生み、熊沢蕃山も現近江八幡市周辺に一時期住んでいた。近江の庄屋・豪商の子弟は、これら一流の学者の流を汲む近隣の私塾に入塾し、学問を行うことが普通であった。幕末野洲郡吉身村（現守山市）の庄屋の子弟で後に衆議院議員となった岡田逸治郎は幼少時森唯楽軒の私塾に通い、同速水村の出身で後に県会議員となった今川正直も膳所藩儒学者に漢学を師事したことが記録されている。西川吉輔の様に豪商出身の国学者も輩出した。土川平兵衛は中江藤樹に信服し陽明学を好んで学んでいたと伝えられている。一揆の原因となった検地を行う前に見分役人は各村に通達を出し、近江では「かれこれ申し立てる悪弊があるが、今回は絶対に認めない」旨記し ており、弁がたつ近江庄屋層の存在を明示している。

#### 交通の要衝
近江は江戸と上方を結び、東海道・中仙道・北国街道・八風街道が交わる、交通の要衝であった。東海道・中仙道の宿場である草津宿は天保14年（1843年）当時、本陣・脇本陣各2軒、旅籠屋72軒を数える日本国内有数の宿場町であった。また、湖上運送を用い、大津は北国物産の集積地でもあった。土川平兵衛は中仙道守山宿（現守山市）の助郷勤番職を務めていた こともあり、宿場役人とも親しかった。

#### 情報の中継と共有
街道通行や荷物運送を通じた情報と共に、近江に領地を持つ諸藩や様々な階層の領主からの情報が近江国内には入ってきた。加えて全国に店舗と商売網を持ち、蝦夷地には魚場を有し、幕閣や諸藩・各地の有力者と取引がある近江商人からもたらされる情報もあった。実際、近江八幡の豪商西川傳右衛門家の祖は六角家の被官であり、同家10代目西川貞二郎は野洲郡江頭村（現近江八幡市）の庄屋井狩家から養子に入った。この様に庄屋層と豪商との間には姻戚関係が存在し、多くの情報が庄屋豪商間で共有することができた。
更に井組や宿場での役割等を通じ、庄屋間で広く情報を共有できる土壌が近江にはあった。三上村の大庄屋大谷家には『大阪町御奉行組与力大塩平八郎その外徒党いたし乱妨に及び候一件あらあら聞書』と言う資料があり、庄屋層の情報量とその正確さを物語る資料と言える。そして情報を的確に把握し、判断できる知識を近江庄屋層は持っていた。

## 天保の見分

### 近江における検地の歴史

#### 太閤検地・古検・新検
近江湖東・湖南域における主な検地としては、天正19年（1591年）に終了した6尺3寸（約1.91m）を一間として用いた太閤検地、慶長7年（1607年）の徳川幕府による6尺1分（約1.82m）を一間とした検地（古検）、延宝5年（1677年）の前回同様6尺1分を一間としたがより厳格に行われた検地（新検）がある。彦根藩や膳所藩では独自の検地をそれ以降も行っていたが、近江天保一揆が起きた湖東・湖南域では抜本的な検地は行われていなかった。

#### 江戸町民による検地
その後、文政年間（1818年-1830年）江戸の町人大久保今助より幕府に対し近江湖辺と川筋の検地を行いたいとの願い出があり、年貢定納を条件に増加分田畑の私有地化が認められ、5尺8寸（約1.76m）を一間とする検地が行われた。大久保今助は水戸藩が行った献金郷士制度により同藩の士分を得たが、徳川斉昭より献金郷士が腐敗の元凶と看做され、天保2年（1831年）水戸藩を致仕した人物である。
徳川家斉の側近から老中となった水野忠成により、瀬田川の川浚いとそれによる琵琶湖水位低下から生じた湖水縁や川筋空地の新田開発が命じられ、水戸藩致仕後の大久保今助が資金提供者として迎え入れられたのが町民検地の実態であった。村人にとり新開場となる湖水縁・川筋は、湿地の泥等は本田の用地や肥やし・葦は屋根材から牛馬の飼料・小魚などの副食を得るための生活の場であった。その様な新開場とされた場所は、低地で耕作には向かない場所であるが、幕府の契約により新開場が今助の私有地にされ利用ができなくなること自体が、村人の生活に大きな影響をもたらすものであった。このため、村や庄屋が今助から買戻しを行うこととなった。買戻しを行った庄屋の中には野洲郡戸田村（現守山市）鵜飼彦四郎（一揆後所払い・闕所となった）がいた。ただし、庄屋や村による買戻しには限界があり、幕府が働きかけ地縁・人縁がある八幡の近江商人に新開場を購入させた。
一時今助の病気から新田開発は中断したが、今助の息子大久保貞之助やその手代与兵衛に引き継がれた。川筋への新田開発に対しては野洲郡・栗太郡・甲賀郡52ヶ村の農民達は奉行所に対して、「凶作が続き不測の事態が出来するかもしれない」「新田により旧田の灌漑に支障を来たす」ことを理由に見分延期を申し入れ、受け入れられた。この時52ヶ村の代表者には後の土川平兵衛や甲賀郡岩根村（現湖南市）庄屋谷口庄内（一揆後所払い・闕所となった）が含まれている。
ただ、検地結果は取り入れられ野洲郡今村（現守山市）では従来石高は600.66石とされていたのが、この検地により260石が新たに算出され、今村の農民の困窮を招いた。幕府は一連の新田開発により琵琶湖一円で2,129.15石を新領として計上でき、この実績が幕府自身による天保の見分に繋がったとも考えられる。

### 幕府による年貢増徴政策と近江
天保12年5月15日（1841年6月21日）第12代将軍徳川家慶は江戸城大広間に幕府要職者を集め、改革の趣意に従うように命じ、綱紀粛正と冗費倹約を求める厳しい申し渡しを行い、天保の改革が始まった。天保の改革は貨幣経済・消費生活に対抗する農本主義・経費削減を基本原則とした禁欲的な政治改革で、「奢侈禁止令・倹約令」が出されると共に、天保12年11月（1841年12月）には、物価引下げを目的として「株仲間の解散」、重農主義と年貢収入増加の観点から江戸に流入している農村出身者を帰らせる「人返し令」が出された。併せて、幕府財政の根幹である年貢増の抜本策として検地による幕府年貢収入増加が目指された。
正保2年（1645年）の全国総石高は2,455万石で、近江は陸奥143万石・出羽97万石・武蔵98万石・常陸84万石に次ぐ第5位83万石とされたが、天保5年（1834年）時点では全国総石高3,055万石、陸奥287万石・出羽130万石・武蔵128万石・越後114万石・常陸101万石・近江85万石と、近江は全国第6位に下がり、上位の国は少なくとも3割以上石高が増えている中微増に留まっていた。公の力（幕府）で延宝の検地以来抜本的な検地活動が行われていない近江に対し、幕府が検地による石高積み上げを行おうとしたことは当然の成り行きであった。
そして、湖東・湖南域は天領と幾つかの他国大名以外は小藩・旗本の領地であり、幕府にとり検地を行う上でこれらの領主は扱い易い相手であると共に、享保7年（1722年）と安永6年（1777年）に幕府が出した「私領地先の山野河海は、一円を私領で囲まれる土地以外、公儀によって開発されるべき」との幕令により、湖東・湖南域の新開場は幕府のものとなる土地であった。

### 仁保川筋・野洲川筋の見分

#### 見分役人
天保12年11月（1841年12月）、京都町奉行は突然草津川・野洲川・仁保川筋及び湖水辺の蒲生郡・野洲郡・栗太郡・甲賀郡375ヶ村の庄屋を呼び出し、「各村先の空地、川筋・湖辺の新開地の見分を行うので用意して沙汰を待て。今般の見分は公儀（幕府）が行い公役（幕府役人）が直接行うので愁訴・嘆願がましいことは許さない」との口達を行い、各庄屋より請書を徴した。同年12月（1842年1月）には、水野忠邦自ら幕府の事業として湖水縁りや諸川の新開場見分のため幕府勘定方市野茂三郎を派遣する旨の通達を出した。
天保13年1月11日（1842年2月20日）、老中水野忠邦から与えられた見分親書を持ち幕府勘定方市野茂三郎が京都奉行所与力、大津・信楽（現甲賀市信楽町多羅尾）代官所役人の出迎えを得て近江水口宿（現甲賀市水口町）に到着した。京都にて打ち合わせを行った後、市野茂三郎以下、普請役大坪本左衛門・藤井鉄五郎、京都町奉行所与力2名、大津・信楽代官所手代より各3名が検地役となり、絵師・医師・下働きの者を含め総勢40余名にて、野洲郡野村（現近江八幡市）より江頭村（現同市）・小田村の仁保川筋の検地に取り掛かった。
この時、検地に先立ち回村予定の各村に触書が出された。内容は「今回の新開田畑の見分は国益を増進させる目的である」「新田は余所者（江戸町人大久保今助等）に背負わせず村請にすることから村にも益がある」「新開場があると聞いているので見聞する」「近江は一旦請書を出しても彼是申し立てる悪弊があるが、今回は認めない」であった。触書と共に、京都町奉行所は仁保川筋の蒲生郡・野洲郡・栗太郡・甲賀郡各村の庄屋を呼び出し、「近江国では何かと意義を唱え、騒ぎ立てる悪弊があるが、今回は絶対させない」との一項が入った通達に違約しない旨の請書を提出させていた。
細則も定められ「見分役人の回村前夜までに、その宿泊所に村役人は新開場所の絵図面・村絵図・高反別明細帳・検地帳を提出すること」「見分役人の接待には無駄を省き、食事は一汁一菜にし馳走しないこと。仮に酒肴、菓子、心ざしを出しても就き返す。もし下役の者が私欲がましいことをしたら申し出ること。休み場所に気をつかうな」等と定められていた。

#### 検地と見分
幕府からは見分との言葉が用いられていたが、見分とは「空き地や新開できる場所を見つけ出す」行為であった。しかし、市野一行は既に検地帳に記載されている田畑（本田）まで5尺8寸を一間とした（文政年間大久保今助が行った検地同様の）棹で測量し、余剰地を空地として石高をつけた。本田を検地することは「石高が動くことなれば容易のことにあらず」「公儀の御免なければ諸侯も欲しいままになし給うこと能わず」と定められ、容易に検地や石高変更を行うことができないはずであった。これに対して市野等は、新田の見分は「検地条目」によりでき、あくまでも今回は見分だと主張した。

#### 諸藩の対応
水口藩（藩主加藤明邦 2万5千石）の井口多兵衛は大津代官所において、御慈悲の御見分であれば良いが「御無慈悲の御見分と相成候ては、騒ぎ立て申すまじき御請け合いはいたされず」と語り、無慈悲な見分であったならば一揆等が起こっても責任は持てないとした。また、近江の多くの小領主は財政難の時に隠れ持っていた田畑が見分により取り上げられることは避けたいと当然に思っていた。また、領主である大名・旗本は領地の豪商や大庄屋から借り入れを行っており、実際三上村に陣屋を置く三上藩（藩主遠藤胤統 1万石）では大庄屋大谷家から支援を受けていた ことから、庄屋層の疲弊は自分達のためにも避けたいものであった。
膳所藩の対応は明らかではないが、先の大久保今助による検地に際して、見分中止と共に膳所藩領先の新田を幕府領とされたことに対して、天保5年（1834年）に享保・安永の幕令より「膳所藩領に囲まれた新田は幕府領ではなく膳所藩領となる」はずとの考えから返還を申し出たが、琵琶湖は幕府の物と言い出し新田は膳所藩領だけに囲まれている訳ではないと主張され、2年後に漸く返還された苦い経験を持っていた。彦根藩が天保3年（1832年）に同様の趣旨で見分中止を申し入れあっさりと受け入れられた だけに、幕府への不信感は強いものがあると想像される。

#### 見分の実態
市野一行が称する所の見分は、野洲郡野村から小田村・江頭村へ仁保川筋を遡って実施されたが、仁保川筋の各村は、既に大久保今助による検地が行われていたこと、及び草津川・野洲川より小さい川である仁保川は後回しになると思っていたため、大いに動揺したことが伝えられている。しかも、用いられた棹は5尺8寸を一間とするもので、この棹で測ると、一反の田から22坪の余剰地が算出されることになる。
- 最初の野村では触書細則通り厳格な態度であったが、小田村ではあまりに厳しい見分と称する検地が行われた。市野が庄屋三崎佐太郎の自宅に宿泊し、入浴した際に「糠袋はないのか？」と言った。三崎佐太郎は十分に心配りをしたつもりだったが、「しまった。お江戸のお偉いお役人さまは入浴の際、糠袋を使われるのか。さて、何としたらよかろう」と思案するのに老母が「お役人さまのお好みになる糠袋なら、これがよかろう。おおかた、お望みになろうかと思って用意していた」と話し、糠袋に二朱金を忍ばせて市野に渡そうとしたところ、佐太郎は「母者、これはいけない。今度のお役人は御公儀が直々におつかわしになった方。こんなものを持って行けば賄賂を送る不届き者と叱られ、どのような罰を受けるか分からぬ」と言って反対したが、老母は「いや、お叱りがあったら私が間違えてお渡ししたと言えばよい。お前さまは知らぬふりをして、娘にでも持たせてやりなさい」と答えた。佐太郎が思い切って老母の言う通りにすると、市野の態度は一変しそれ以降村方に有利な見分を行った[12][18][19]。
- 小田村での出来事はすぐに各村に伝えられ、江頭村では庄屋井狩三郎兵衛が千余両を贈賄し一切検地は行われなかった[12][18]。
- 市野一行の食事に際し近江八幡の料理屋より仕出したが、市野が村に支払った料金は一汁一菜分であり、差額は村に負担させた[18]。
- 蒲生郡弓削村（現蒲生郡竜王町）の庄屋松瀬伊兵衛は村中に諮り440余両を贈賄し、新開場の査定を有利に値切ることができた。各村は、検地により算出された新開場の開発を負担せねばならず、加えて下働き役人にも5両から10両の付け届けを求められた[12]。
- 蒲生郡金屋村（現東近江市）には庄屋金八の留書が残されており、それによれば「鮒鮨、かしわん、鯛大、猪口以下其外御酒、御肴等申し付けおく」と豪勢な昼食を用意せねばならず、休憩所は盛り土に三方葭簀で囲い、出迎えは袴着用とされた。金八は1朱もする菓子箱に小判3両を挨拶に際して持参したことが伝わっている。

江頭村見分の後、仁保村（現近江八幡市）から仁保川を渡り、蒲生郡田中江村（現同市）から伊勢国境に近い原村（現蒲生郡日野町）・西赤寺村（現同町）を回り、佐久良川筋左岸を下り野洲郡野田村（現野洲市）・蒲生郡鏡村（現蒲生郡竜王町）の見分を終え、6月25日（8月1日）在国大名である仁正寺藩（藩主市橋長富 1万7,000石）領野洲郡大篠原村（現野洲市）に入った。
- 2月（3月）、市野一行は水口藩領日野（現蒲生郡日野町）において豪商矢野新右衛門に対し新田開発資金1万両の無利息貸し出しを要求し、藤嶋惣兵衛にも同様の申し入れを行い、二重の上納を求めたが、両商人は水口藩に働きかけどうにか辞退することができた[12]。
- 3月（4月）、家斉時代の老中であった井上河内守（館林藩6万石）の領地であった蒲生郡桜川寺村（現東近江市）では厳しい検地を行い、1町6反歩の新開地を検出したが、隣村である彦根藩領綺田村では藩より「いかなる空地と言えども家康公より拝領した土地である。村役人が市野等へ空地・隠田などと申し立て、明らかにしたら承知しない」と厳しく通達され、市野等は彦根藩の対応に屈し「御領分一統、御差除に相成り」と彦根領は見分対象から外された。ただし、彦根藩も「彦根様より御料理参る」との記録があり、別途市野一行に気遣いを行っていた[12]。
- 野田村では、先の大久保今助による検地で従来の石高1,029.12石に280石が上乗せされていたが、今回の見分によって更に5町5反歩（55石）が積み増しされた。庄屋木村定八等より「（大久保今助による）先の検地より村の困窮甚だしい」旨訴えたが、市野等は格別の憐憫をもって5町5反歩としたので不服なら実地に測量を行うと村役人を叱りとばした[18]。
- 6月（8月）、大篠原村での検地結果から、庄屋甚兵衛等より「高請地減免の嘆願書」が見分役人に提出されており、それによると「開田畑一町歩は年貢を負担する。未開場一町歩は今後開発する。しかし、添地（本田畑に続く空地を新開田畑とする）を出せと言われるが、全て本田であって、その様な余裕はないので容赦願いたい」とし、5尺8寸棹を用いた本田検地による余剰地を新開田として供出するよう強要されたことがわかる[12]。

8月（9月）になり蒲生郡北野庄村（現近江八幡市）・浅小井村（現同市）・神崎郡伊庭村（現東近江市）の湖水縁から信楽代官所支配の野洲郡須原新田村（現野洲市）に入った後、野洲村（現野洲市）周辺を対象地とした。10月に入り6日（11月8日）富波新町（現同市）、同7日（同9日）小堤村（現同市）の見分を行い、同9日（同11日）小篠原村（現同市）、同11日（同13日）に野洲郡三上村に入る。
- 小篠原村は仙台藩伊達家領と旗本斎藤家領に分かれる。市野等は他の村々で行った村全体の面積・石高から宛推量で開発可能面積を割り出すやり方で新開田畑を算出し、両庄屋に承諾を強要したが、仙台藩庄屋（沢口丈助）より拒否され一筆ごとの見分を求められた結果、斉藤領（庄屋苗村安右衛門）のみ検地を行い、仙台領には「甲賀郡が終了後再度見分する」として手をつけなかった。この様な大藩（尾張藩・彦根藩・仙台藩）への諂いに対して「（市野）茂三郎殿の嫌いは、尾張大根と彦根かぶらに陸奥の魚なり」と言う落首が流行った[12][18]。

## 一揆への道程

### 野洲・栗太・甲賀郡庄屋会議
野洲郡の動き
見分開始以来の接待・贈賄の強要、雄藩への諂い、田養水地や荒野開発等の無理難題、そして5尺8寸棹を一間とした手続きに本田石高を変更させようとする違法な検分（検地）が行われ続けた。この様な幕府による違法な行為に対し、土川平兵衛と甲賀郡市原村（現甲賀市甲南町）庄屋田島治兵衛・杣中村（現同市水口町）庄屋黄瀬文吉とが密に相談し、見分繰り延べを求めるため四方の同士を糾合することに決した。
- 市野一行が伊庭村周辺に入った8月6日（9月10日）、土川平兵衛より上永原村の野依又右衛門に対して「三上村周辺の村では意見が統一した。上永原村等野洲郡北郡17ヶ村でも早急に打ち合わせを行われたい。名目は以前からの申し出の通り、諸物価は下がったが鰊肥値段が高騰続けているので、その対策のためとして欲しい。参会費は36文、弁当は各自持参とする。このことは戸田村（現守山市）を取締役とする53ヶ村が開いた打ち合わせにおいても同じである。53ヶ村の打ち合わせで野洲郡北郡の内容を報告するので、急ぎ開いて欲しい。召集の連絡は大篠原村の庄屋が良いと思う」との文が出され、野依又右衛門は直ぐに大篠原村庄屋小沢甚七へ依頼して17ヶ村に召集状を出状した。8月12日（9月16日）、既に打ち合わせ済の野洲川下流域戸田村を中心とする53ヶ村・野洲川上流域三上村・野洲村・小篠原村を中心とする打ち合わせに続き、大篠原村を中心とする17ヶ村の打ち合わせが大篠原村浄土宗東方山浄勝寺で開かれ、入町村（現野洲市）他15ヶ村（長嶋村・高木村・小南村・仁保村・江頭村・小田村・野田村・富波新町・富波沢村・五ノ里村・紺屋町村・永原村・上永原村・小堤村・大篠原村）が集まり庄屋会議が開かれた[8]。
- 9月17日（10月20日）野洲郡桜生村（現野洲市）浄土宗桜生山宝樹寺において、大篠原村・入町村による打ち合わせに集まった16ヶ村と三上村他5ヶ村（行合村・小篠原村・野洲村・南桜村・北桜村）が加わり、22ヶ村の庄屋による合議が行われた。召集は16日に回状が出され、両グループの間ですり合せが行われたと伝えられている。これら打ち合わせの他に、他の村の集まりや野洲郡ばかりでなく甲賀郡や栗太郡でも数回に亘り打ち合わせが行われたものと思われる[8]。
- 9月26日（10月29日）野洲郡戸田村（現守山市）の浄土真宗富田山立光寺において野洲郡・栗太郡合同による庄屋会議が開かれた。既に検地が終わった仁保川筋を除く地域より60余ヶ村の庄屋が集まり、戸田村鵜飼彦四郎・今浜村今川直右衛門・播磨田村西村甚右衛門・矢島村林宗右衛門（以上現守山市）、三上村土川平兵衛・大篠原村小沢甚七・行合村小谷忠衛門・小篠原村苗村安右衛門・同沢口丈助・上永原村野依又右衛門（以上現野洲市）が中心になり打ち合わせが行われ、同日開かれていた甲賀郡庄屋会議と同じく「血気に逸らず野洲郡栗太郡の衆は野洲川原に、甲賀郡の衆は横田川原にて待機し、その間に代表者が市野等に直談判の上、市野から京都町奉行所への見分中止の訴願状を提出させる。承諾を得られなかった場合は本陣に押し寄せる。」との結論が導き出された[8][18]。

甲賀郡の動き
- 3月20日（4月30日）、水口藩では領内20余ヶ村より見分中止の嘆願書が上がり、同21日にも領内大庄屋他から再度嘆願書が出され、藩では郡奉行樋口七郎兵衛を江戸に送り幕府に対し見分中止の伺いを行っていた。幕府からの回答がない中、水口藩は郡奉行樋口等を三上村に派遣し、市野に対し水口藩として庄屋達の見分中止の嘆願書を幕府に提出し裁定を求めていることから、裁定が来るまで見分は受けるが、見分結果に対する承諾書の提出は待って欲しいとの談合を試みようとしていた[8]。
- 一方庄屋達は、戸田村で野洲郡・栗太郡合同の庄屋会議が開かれた同日に水口宿の旅籠「万屋伝兵衛」方と「丸屋金兵衛」方の2ヶ所に分かれ、甲賀郡137ヶ村の内70余村の庄屋が集まり会議を開いていた。両会合場所で指導的な役割を担ったのは市原村庄屋田島治兵衛・宇田村（現甲賀市水口町）庄屋藤田宗兵衛・松尾村（現同市同町）庄屋中藪喜兵衛・杣中村庄屋黄瀬文吉と黄瀬平三郎・岩根村大庄屋藤谷弥八と谷口庄内・深川村庄屋田中安右衛門等であった。甲賀郡においては、「江戸への直訴を行うべき」「市野等が甲賀郡に入って来たら斬殺已む無い」など強硬な意見が出たが、「江戸幕府に直訴するには時既に遅い。京都奉行所への訴願では弱い。市野一行を襲うことは双方に犠牲者が多く出る。そこで京都町奉行所への見分中止の訴願状を市野から提出させる。そのために市野等の本陣に人数を出し取り囲む。その間代表者が市野等に直談判を行い、承諾を得られなかった場合は総勢で市野の本陣に押し寄せる」と野洲郡栗太郡庄屋会議同様の結論が導き出され、各郡指導者間で既に綿密な打ち合わせが行われていたことがわかる[8][18]。

### 一揆直前
10月11日（11月13日）、市野等見分役人が野洲郡三上村に入り、市野等は大庄屋大谷治太郎宅を本陣とし、一行は近隣の宝泉寺・庄屋粂川家その他に分宿し、本陣の前には三上藩の陣屋があった。市野一行は三上村で近江入国以来9ヶ月に及ぶ見分を行っていたため休憩を取りつつ、今後の見分予定地である野洲川上流甲賀郡についての情報収集を三上藩郡奉行平野八右衛門などから行っていた。
- 暫く市野一行が野洲郡から甲賀郡への入り口である三上村に留まったことから、甲賀郡庄屋田島治兵衛と黄瀬文吉は土川平兵衛に使者を派遣し野洲郡・栗太郡の状況を確認しようとしたところ[18]、10月13日（11月15日）土川平兵衛より好機到来として田島治兵衛と黄瀬文吉に「野洲・栗太郡は15日を期し、かねての打ち合わせ通り野洲川原に集結する。甲賀では今さら何をためらって当地の動静を気遣っているのか、急ぎ動員の廻状を手配されたい」との書状を使者に託した。治兵衛・文吉は早速藤田宗兵衛と蜂起の懇談を行い、関係各村に対し廻状を出状した[18][20]。
- 廻状には「一．此度川筋・山辺等に至るまで御見分に付き、村々残らず矢川社へ罷り出で申すべく候様、即ち一昨夜より罷り出で、今十五日夜本揃に候間、残らず出立致し申さるべく候、不参の有るにおいては、其村へ押し寄せ打ち壊し申すべく候者也」と記されていた[20]。矢川神社（現甲賀市甲南町森尻）は中世来甲賀郷士が評議のため参会した場所で、同所と水口宿郊外より三上に向かう途中にある横田河原（現甲賀市水口町泉。横田川は野洲川のことで、横田渡しは幕府により定められた東海道十三渡しの一つ）が集合地として指定された。

廻状が廻された事を察知した水口藩は、横田河原に隣接する泉村（現甲賀市水口町）に逐一河原の様子を知らせるよう指示すると共に農民集結に備えた。

## 近江天保一揆

### 甲賀郡での蜂起
- 10月14日（11月16日）矢川神社の鐘が打ち鳴らされ、四方八方から農民が参集し法螺貝を鳴らし太鼓を打ち鯨波の声をあげ、横田川原へ向かった[18]。10月15日（11月17日）丑の刻（午前1時）、泉村に隣接し横田川原の南にある酒人村（現甲賀市水口町）より各所で法螺貝が鳴り響き野洲川南の村々が騒然とした状況にあるとの一報が水口藩に入り、水口藩では大庄屋山村十郎右衛門を同道し、野洲川と杣川に挟まれた酒人村から氏川原村（宇川村、現甲賀市水口町）周辺に出張った[20]。資料によると一揆参加者は寺庄村（後の寺庄町、現甲賀市甲南町）の場合参加率は66.3%の55名、葛木村（現同市同町）は56.6%とされ、それだけでもかなりの人数になるが、当時一揆後は村を守るため参加者を少なく報告するのが常であり、実態は相当の割合に上ったと思われる[20]。『甲賀郡志』では1万2千名、『野洲郡史』では2万名、『浮世の有様』では3万名が甲賀郡で一揆に参加したと記されている。また、一揆勢の出立ちは蓑笠に杖状の竹を持ち、あくまでも談判が目的であることから刃物類は勿論のこと武器となる鋤鍬なども一切携行していなかった。
- 15日の夜明けには矢川神社から杣川にかけ農民で溢れていたところ、一揆指導者は農民に血気に逸らないことを求めていたにもかかわらず、見分作業の前に市野一行の下調べに協力した五反田村（現甲賀市甲賀町）庄屋孫丸郎宅・田堵野村（現同市同町）庄屋伝兵衛宅・三大寺村（現甲賀郡水口町）酒造家和助宅・菩提寺村（現湖南市）庄屋佐兵衛宅・森尻村（現甲賀市水口町）庄屋徳右衛門宅・杉谷村（現甲賀市甲南町）庄屋九兵衛宅への打ち壊しが行われた。田島治兵衛・藤田宗兵衛・中藪喜兵衛等の指導者は、家屋への打ち壊しは今回の嘆願に害こそあれ何の益も無いことを説き、訴願の目的達成にのみ行動するように求めた[20]。
- 水口藩では農民結集後打ち壊しまで起こったことから、一揆勢を抑止説得するため横田川原方面に物頭市橋総兵衛以下を、矢川神社方面に同じく物頭細野亘・郡奉行岡田勘右衛門以下30余名を派遣し鎮撫に当たらせた。矢川神社方面に出張った藩士等は多勢に無勢のため、横田川原方面の藩士と合流し泉村の横田橋にて物頭細野と郡奉行高田弥左衛門が一揆勢阻止を図ったが、水口藩以外の農民も多く同藩の指示に従う必要なしとして次々に渡橋した。15日夜、一揆勢は横田川原で篝火を焚き気勢をあげる中、水口城下では一揆勢に対して炊き出しが行われた[20]。なお、細野亘と岩根村大庄屋藤谷弥八とは親戚の関係にあった。
- 当初の約定では甲賀一揆勢は三上村での談判結果が出るまで横田川原にて待機する予定であったが、一揆勢は横田川原から甲賀郡石部宿（現湖南市石部町）方面への移動を開始した。記録によれば、この時白装束に白髪の老人が「諸行無常」の小旗を持って「我こそ一揆の発頭人である。後に続け」と叫んだと伝えられている[20]。一揆勢は途中三雲村（現湖南市甲西町）で地元の人達から炊き出しを受けた。石部宿には一揆の通報を受けた膳所藩が中村式右衛門以下170余名を警備のため派遣していたが、三上村への移動は阻止せず、中村自体が一揆勢に同情的で宿場の福島治郎兵衛に命じ50余俵の炊き出しを行った。一揆勢は途上、前述の菩提寺村庄屋佐兵衛宅を打ち壊し三上村へ向かった[20]。

### 三上村
野洲郡・栗太郡における一揆前後の資料はほとんどなく、両郡の農民がどのようにして野洲川原に参集したか、どれ程の人数であったか定かでない。野洲郡・栗太郡の一揆勢は既に三上村の川原で待機していたところ、甲賀郡一揆勢と合流したとされ、一揆総数は2万5千名とも4万名とも伝えられる。三上村5ヶ寺に加え近隣の寺々の鐘が鳴る中、10月16日（11月18日）早朝から昼に掛け続々と一揆勢は三上村に入り、法螺貝や鯨波の声をあげ見分役人の本陣を取り囲み、仁保川筋以西の新たな検地帳を破棄した上で「検地十万日延期」の請文を勝ち取った。市野は三上山の洞窟に逃げ隠れ、一揆勢には三上藩郡奉行平野八右衛門・地方役人大谷治之助らが対応、一揆勢が三上村を引き払った後大津代官所に市野以下見分役人一行は移動した。なおこの騒動の間、本陣には普請役藤井鉄五郎と信楽代官所手代柴山の二名しか残っておらず、京都まで逃げ帰った者もいた。

### 一件上申書
一揆当日の様子については、平野八右衛門が一揆翌日に記述し藩主に提出した『一件上申書』が詳しく、以下同書 を引用する。なお、『一件上申書』は10月23日（11月25日）藩主遠藤胤統より幕府に提出された報告書の元となった資料である。
- 11日夕方、勘定方市野茂三郎等の一行が三上村に到着し、翌日三上村新田見分のため三上藩陣屋からも1名立会いをさせていたところ、15日深夜になり三上藩領甲賀郡朝国（現甲南市）の庄屋がやって来て「どの村の者かわからないが、川上から大勢やって来て鐘・太鼓の音までする」と報告してきた。そこで三上村庄屋（土川）平兵衛より一行の普請役に伝えたところ、市野に直接報告しろと言われ直接事情説明に出向いたが、市野からは「打ち捨て置け」と言われ、何もせず夜明けまで時を過ごした。
- 翌16日早朝、三上藩領甲賀郡植村（現甲賀市水口町）の庄屋から「横田川原周辺が群集で溢れ、水口藩が取り締まりのため出動したが、対処できないと考えたのか引き取ったと言う噂が有る。」と連絡して来たことから、この旨市野に報告したが、「見分についての嘆願であろう。三上村が騒動を起こさないように取り締まれ。」と命じられた。更に、三上村に近づく群衆の声が激しくなる頃、市野の本陣より使えが来て「三上藩士は警備につけ。」と言われ、陣屋は配下に任せ平野本人は本陣に詰めた。普請役藤井鉄五郎が「本陣へ乱入させぬよう門前で制止せよ。嘆願と言うことであれば取り次がせよ。」と言うことなので門前を三上藩士が固めた。
- その内数万人の足音が本陣周辺に響き渡り、各寺の鐘が乱打された。三上村の家々には食事を乞う人々で溢れ、三上村の者から「夜明け方から今、昼前頃までにどの家も米を炊き出し、黒米まで炊き尽くし、年貢米まで底を着いた。公役人（市野一行）さえ三上にいなかったらこの様なことにはならなかった。もう1日続いたら三上村は潰れてしまうので、遠藤藩の名において公役人が三上村を退去するよう取り計らって欲しい」との申し出があった。また、下役人から群集に「訴願の件は叶える手段を講じるので、門前にいる三上藩士に内容を申し出よ」と伝えたところ、群集から「発頭人と言うような者はいない。老人がいるが、この者を探し出して尋ねよ」「とにかく三日三晩何も食べておらず空腹のため説明できない」など取りとめも無いことばかり言い立てていた。
- 平野は市野に対して「この様に一揆勢が四方から結集したからには、早急に解決できない。武器を取り篭城の覚悟で向かわねば鎮圧できない。（分散しているのは得策ではないので）三上陣屋へ移動して欲しい。陣屋周りは十分固める」と申し出たが、市野からは「出来るだけ陣屋には移動したくない。もう一度お前から一揆勢との解決を取り付けよ」と言われ、三上藩士が手分けして群集の中に入り「訴願の件は承諾を取り付ける」と触れ回ったところ、群集からは「有り難いこと」と言う者もあれば「市野さえ突き殺せば本望」と叫ぶ者もあったが、数名の年輩者が「この様に大勢が集まったのは人間業ではない。その理由は、見分さえ無ければ細々渡世もできようが、見分があるばかりに困窮の上落命にまで追いやられる。だから死を覚悟の上妻子を捨てて出掛けて来た。今後何回見分に来ても、命を懸ける一揆勢の反対に出会うであろう。従って、これ以降一切見分は行わないと言う請文を受け取ったならば、一揆勢は引き上げるであろう」と言った。平野は「道理である。何とかして市野から承諾を取ってくるから、その間騒動を起こさずに控えていよ」と申し渡し、群集は門前に控えた。
- 三上村年寄り役内堀善左衛門も市野に面会し三上村からの立ち退きを要請し、市野一行は騒動が下火になったら大津代官所に引き取る準備をした。平野は市野に一揆訴願の事情を説明し、「見分についての百姓への請文は、一揆勢を引き上げさせる方策であり、適宜な処置を」と申し入れ、普請役藤井鉄五郎などが「再び野洲川筋見分の義は為相見合候事（野洲川見分の件は見合す）」との請文を書き、一揆勢にその請文を門前で掲げて見せたところ、口々に「印判がない」と抗議するので、道理であるとして藤井などに捺印を求めたが、既に印判は大津に引き取るために片付けられており探すのに時間を要した。
- 門前で待つ群衆も、偶々一名が小石を投げたことが契機となり（痺れを切らして）一斉に石・瓦が本陣に投げ込まれ、また大勢が門内になだれ込む騒動に発展した。市野は印判・書類を懐中にしまい三上山に逃げようとしたが、一揆勢に見つかり追われ、逃げ惑う市野を三上村の百姓甚兵衛と久右衛門が庇い、三上山中の「姥が懐」又は「百足穴」と俗称される洞窟に隠れさせた。本陣には普請役藤井鉄五郎と信楽代官所手代柴山の二名しか残っておらず、他の者は逃げ去っていた。本陣であった大谷家屋敷は壊され、見分役人の長持も破壊された。平野は「こうなったからには少々手荒なこともやむを得ない。」とし、藤井も「公用物まで破壊したのだから已む無し」として、本陣大谷家の槍で一揆勢を牽制し「この請文で承諾せよ。余計な命と思うなら打ち殺す」と鉄砲に玉を仕込み威嚇した。
- 群集より一名の者が平野に対して「請文さえ頂ければそれで良い」と申し出たので捺印した請文を渡したところ、「大勢のことなので皆と相談し了解であるならば引き上げるが、異論があれば申し出る」とのことであった。再び本陣にて待っていると「見分見合わせると言うのでは曖昧であるので、十万日の日延べと期限を画して欲しい」「見分役人衆の署名捺印も願う」との申し入れがあり、門前を警護していた地方役の大谷治之助がその通りに処置し、「一．今度野洲川廻村々新開場見分之義ニ付願筋も之有候間十萬日之間日延之義相願候趣承届候事」との請文を手渡した。そして周知徹底のため障子に「今日から十万日の日延べ」と大書きして一揆勢に示すと、一揆勢は「有り難いことだ」と了解の上、七つ過ぎ（午後5時頃）になり三上藩陣屋に一礼した後に引き上げていった。

一揆勢が三上村を退去後、三上山から市野を迎え入れ、市野は平野等の適切な処置に対して謝意を呈した。市野等も三上村を退去し、守山宿を抜け大津には子の刻（深夜12時頃）に着いた。市野等は大津にて一夜休息を取った後、翌10月17日（11月19日）京都町奉行所に辿り着き、すぐさま江戸に使いを出し進退伺いを行った。11月12日（12月13日）、漸く江戸より帰府を命じられ、帰途に着いた。なお、大津へ退去する際、野洲川対岸の栗太郡辻村（現栗東市）に待機していた膳所藩警備隊に大津代官所手代柴山が助力を要請したが拒絶された。

## 事後の処置
近畿では例を見ない大規模な一揆の勃発に対して、幕府は驚愕すると共に威信回復のためその取調べは峻烈を極めた。
- 10月19日（11月21日）、京都町奉行所から内偵調査のための役人が甲賀郡・野洲郡へ派遣され、同月22日（同月23日）には京都西町奉行与力目付田中寛治郎・東町奉行同下田定之進及び同心10余名により取調べが開始された。川筋の村々の農民を呼び出し尋問を行い、指導的役割を果たしたと思われる人物を次々に捕縛していった。また、一揆勢に対した諸藩の藩士・代官所役人等の取調べも併せて行った[23]。
- 天保13年12月14日（1843年1月14日）、幕府から評定所留役関源之進・同戸田嘉十郎他3名が大津代官所に着き、12月16日（1843年1月16日）捕縛した農民を京都町奉行所の二条獄舎から大津代官所へ多くの番卒と共に移送した。大津代官所での取調べは捕縛者からの自白を得ることにあり、残酷な拷問が農民達に加えられた[23]。

### 一揆参加者への取調べ
- 甲賀郡では京都町奉行所役人が水口宿の旅籠桝屋に本拠を置き、10月22日（11月24日）市原村庄屋田島治兵衛、杣中村庄屋庄屋黄瀬文吉・黄瀬平兵衛等8名など10余名を捕縛し、翌23日（同月25日）には岩根村庄屋藤谷弥八など80余名を捕縛した。野洲郡・栗太郡では守山宿脇本陣辻八兵衛方を本拠とし、三上村庄屋土川平兵衛・大篠原村庄屋小沢甚七・戸田村庄屋鵜飼彦四郎・小篠原村庄屋苗村安右衛門・同沢口丈助・行合村庄屋小谷忠衛門他20余名が捕縛された。捕縛者は京都二条獄舎に送られ昼夜拷問と虐待の日々を送ることになった[18][23]。
- 関源之進・戸田嘉十郎他3名が大津代官所に着任後の12月16日（1843年1月16日）、捕縛者は大津代官所に移送された。幕府は関等の派遣にあたり農民が騒いだ時は鉄砲で撃ち殺せとまで申し渡していた。大津においても鞭打ち・海老責・算盤責・木馬責・釣責などあらゆる拷問が加えられた。木馬責めになった兵助という百姓は「一揆の首謀者の名前を言え」と責められたが、頑強に口をつぐんでいたため、銅で作った木馬に両手を縛られて乗せられ、両足に重石を下げて火であぶられた。銅製の馬が熱せられると兵助は苦悶し、身をよじって呻吟するのを見た役人は「それ、馬を走らせろ。もっと走らせろ」と嘲笑した。兵助は下半身に重度の火傷を負い、牢に下げられた夜に死亡した。尻から両腿にかけて焼け爛れ、肉は腐って黒く縮んでいた[24]。天保14年1月（1943年2月）には野洲郡・栗太郡・甲賀郡・仁保川筋の500余村に対して宗門人別帳を提出させ、各村より庄屋1名・年寄り1名・百姓3名を召還し、数万人を超える農民が尋問を受け、千余名の一揆参加者が捕縛された。千余名の入牢者を抱えた大津代官所では牢獄が足りず急遽牢を増築したが、獄中で絶命した者が続出し、記録されているだけで40余名が獄死した[23]。獄舎の上に毎夜、白い湯気が立ち上り、夜になると得体の知れぬ泣き声が空中に満ちたという。参考人として出頭を命じられただけで、牢入りを免れた者も三畳の部屋に4，5名ずつ手鎖をかけられて放り込まれたため、苦痛は甚だしかった[25]。
- 入牢者に対する拷問の凄まじさは獄舎から聞こえる呻きや尋問だけで終わった召喚者の話から伝わり、関係各村の神社では除災安全の祈願や捕縛者延命の祈りが捧げられた。『山村十郎右衛門日記』では水口藩領関係者の除災を7日間に亘り平松村（現湖南市）の天台宗美松山南照寺で祈祷が行われたことを記録している。また、仁孝天皇は凄惨な拷問の事情を憂慮し比叡山延暦寺に下命され安全祈祷の護摩修法を厳修させた[23]。仁孝天皇ご自身も近江の湖東湖南域に領地を持つ宮門跡や公卿から、一揆及びその後の状況を耳にされていたと思われる。
- 天保14年2月末（1843年3月末）、大津代官所での拷問責による取調べは一応の決着がつき、その罪状を凡そ確定して幕府へ報告しその裁断を待った。その結果、江戸送りの者を除き、甲賀郡では岩根村庄屋谷口庄内・久右衛門、花園村岩次郎、泉村長蔵、氏川原村庄左衛門、石部宿の三五郎・岩吉、野洲郡では戸田村庄屋鵜飼彦四郎、小篠原村庄屋苗村安右衛門・同沢口丈助、行合村庄屋小谷忠衛門などは引き続き留置処分とし、その他入牢者は一時出牢帰村させ江戸の沙汰を待たせることとした。江戸送りは12名と決まったが、杉谷村庄屋西浦九兵衛は江戸送り出立直前の2月24日（3月24日）獄死したため、11名が江戸送りとなった[23]。

甲賀郡獄死者（名前が伝えられている獄死者は33名）
（現甲賀市甲賀町）
油日村：山下豊松、瀬古源七
上野村：清蔵
大原上田村：豊次郎
須山村：源助、清蔵
和田村：利平治、吉弥
神村：易蔵
（現甲賀市水口町）
牛飼村：丈右衛門
氏川原村：市之丞
宇田村：金七、忠兵衛、彦次郎、金兵衛、宗三郎
北貫内村：久右衛門
酒人村：市右衛門、金三郎
新城村：吉郎兵衛
杣中村：黄瀬文吉、黄瀬平兵衛、栄蔵、甚兵衛、栄吉、茂兵衛
西内貫村：吉右衛門
伴中山村：伝三郎
水口宿：八郎兵衛
（現甲賀市甲南町）
市原村：政右衛門
上馬杉村：幸助
下磯尾村：正道（山伏）
杉谷村：西浦九兵衛
（現湖南市）
岩根村：八右衛門
花園村：作左衛門、清左衛門
野洲郡獄死者（野洲郡・栗太郡資料は乏しく獄死者として僅か2名名前が伝えられるに留まる）
（現野洲市）
大篠原村：小沢甚七
野洲村：坂口重蔵

### 江戸送り

#### 大津での取調べ
土川平兵衛
- 平兵衛は早々に捕縛されたが一切口を結び、大津移送後関源之進による取調べにおいて「拷問の結果の生死は貴公に預ける。が、刑囚として私の体を束縛することが出来るが、精神を縛ることは出来ない。獄舎にて悶死しても、私の魂魄は江戸の白洲で見分の不正、収賄、非道を述べるであろう」と語ったことが伝えられ、大津においても一切口を開かなかった。天保14年3月4日（1843年4月3日）、平兵衛以下11名は唐丸籠に乗せられ江戸に送られることになり、石部宿において家族・近親者に加え近郷近在の人が集まり最後の面会を哀願したが、関源之進に「ならぬ」と一喝された。関は「そうだ。見せしめに囚人たちを見せてやれ」と思い直し、対面を許した。11丁の唐丸籠に駆け寄った人々は駕籠の中を覗き込んで驚愕した。囚人たちは半年間一度も入浴を許されず、過酷な拷問で肉は裂け骨は砕け、辛うじて生きているだけで顔の相好もすっかり変わり果てていたため、妻子も誰が自分の夫で父親なのか判別もできないほどだった。囚人たちの方でかすかな声を出して自分の妻子の名を呼んだ時、初めてそれと分かり、駕籠にすがりついて泣き伏した[26]。「人のため 身は罪咎に 近江路を 別れて急ぐ 死での旅立ち」と平兵衛惜別の和歌が残された。罪状は「一揆発頭人」であった[2]。

田島治兵衛
- 関源之進による治兵衛への尋問において、治兵衛は「京都奉行所からの通達は、新開田畑を見分して廻るとのことであった。が、現実は5尺8寸の間棹で本田まで検地し、多くの面積を検出した。このままでは百姓は生計が立たず、いつ一揆が起こるかもわからない状態であった。そこで肥物値段引き下げ嘆願にかこつけて、見分中止の嘆願を公役市野殿へ申し入れる手筈であった。が、野洲川原に待機させていた百姓達は一斉に三上の本陣に打ち寄せてしまった。この野洲川原へ結集する廻状は自分一人の考えで出したものであるから、その責任は自分一人にあって他にはない。自分一人を江戸へ送り処刑せよ」、また「十万日日延べ」の証文の有効性について尋ねられると「一旦、署名捺印された証文は公文書である。それを今さらとかく言うのは幕府自ら天下の法を踏みにじることである」と答えた。幕府が証文の有効性に拘っていたことがわかる[23]。

#### 江戸の白洲
江戸送り11名の内3名が途上死去したため、残る8名が3月20日（4月19日）頃江戸小伝馬町の百姓牢に入牢した。月番奉行である北町奉行所で8名は取調べ尋問を受けた。当時有罪判決を下すためには被疑者の自白がなければならなかった。このため拷問による自白の強要が当たり前の如く行われていた。厳しい拷問により、入牢者8名の内7名が僅か1月余りの内に獄死した。
- 北町奉行阿部正蔵が土川平兵衛を担当し、「存命であれば獄門に行うべき也」との判決を死後受けた。存命時取調べにおいて平兵衛は幕府から派遣された見分役人市野茂三郎の検地に対する非違行為を訴えた。それは「第一に、実測もせずに空地の面積を算出し、その生産額を割り出して村へ売りつけた。第二に、それを拒否すると長逗留をして諸雑費を貪った。第三に、11尺6寸の間竿に、12尺2分の目盛をつけて2間竿と称し、本田まで測量し検出した余分地を空地として年貢上納地とした。第四に、検地の見舞金の名目で金品贈与を強要した。第五に、旗本や小藩に対しては過酷な検地を行い賄賂を取るが、尾張・仙台・彦根藩領へは検地の足も踏み入れず、公卿領内を通行するにおいてはわざわざ京まで使いを出すなど、大藩や公卿には低姿勢であった」「第六に、新開場見分の請書は提出したが、本田見分の請書は提出していない。これら六つの事項はいずれも幕府の『検地掟』に違背した行為であり、市野茂三郎は公役と言う偽名を負った大盗賊に他ならず、その天下の大盗賊を追い払ったまでで、決して一揆徒党して幕府に敵対したわけではない」と理路整然と主張した[23]。
- 他の者達も同様の主張を行い、市野の不正行為を実証を挙げて平兵衛の主張を補足し裏付けた[23]。

江戸送りとなった義民
| 獄囚籠順 | 罪名               | 身分           | 姓名         | 年齢（数え） | 出身     | 没年            | 没地                     | 罪科   | 領主名       |
| -------- | ------------------ | -------------- | ------------ | ------------ | -------- | --------------- | ------------------------ | ------ | ------------ |
| 11番     | 発頭人             | 庄屋           | 土川平兵衛   | 42歳         | 三上村   | 天保14年4月25日 | 江戸小伝馬町 百姓牢      | 獄門   | 三上藩遠藤家 |
| 10番     | 徒党頭             | 庄屋           | 田島治兵衛   | 60歳         | 市原村   | 天保14年        | 江戸小伝馬町 百姓牢      | 不詳   | 旗本松平家   |
| 9番      | 徒党頭             | 庄屋           | 藤田宗兵衛   | 63歳         | 宇田村   | 天保14年3月5日  | 近江国石部宿（護送途中） | 死罪   | 水口藩加藤家 |
| 8番      | 徒党頭             | 庄屋           | 黄瀬平治     | 46歳         | 杣中村   | 天保14年        | 江戸小伝馬町 百姓牢      | 不詳   | 水口藩加藤家 |
| 7番      | 徒党頭             | 庄屋           | 中藪喜兵衛   | 60歳         | 松尾村   | 天保14年        | 江戸小伝馬町 百姓牢      | 遠島   | 水口藩加藤家 |
| 6番      | 徒党頭             | 大庄屋         | 藤谷弥八     | 51歳         | 岩根村   | 天保14年4月25日 | 江戸小伝馬町 百姓牢      | 重追放 | 水口藩加藤家 |
| 5番      | 携りの者           | 庄屋           | 田中安右衛門 | 50歳         | 深川村   | 天保14年3月7日  | 桑名（護送途中）         | 死罪   | 水口藩加藤家 |
| 4番      | 携りの者           | 百姓（元庄屋） | 山中庄五郎   | 41歳         | 氏川原村 | 天保14年3月12日 | 藤枝（護送途中）         | 重追放 | 水口藩加藤家 |
| 3番      | 乱妨頭             | 百姓           | 田島九兵衛   | 36歳         | 上野村   | 天保14年        | 江戸小伝馬町 百姓牢      | 獄門   | 旗本水野家   |
| 2番      | 立交りの者         | 百姓           | 杉本惣太郎   | 33歳         | 油日村   | 天保14年        | 江戸（佃島流刑地）       | 遠島   | 旗本酒井家   |
| 1番      | 十万日日延書付持ち | 百姓           | 宮島文五郎   | 49歳         | 針村     | 天保14年        | 江戸小伝馬町 百姓牢      | 死罪   | 淀藩稲葉家   |

### 一揆参加者への判決
天保14年11月（1843年12月）、江戸から一揆参加者への判決が裁断され、京都東町奉行伊那忠吉から11月23日（1844年1月12日）以降12月中旬（2月初め）に掛け、次々に処分が通知され実行されていった。獄門・死罪者は既に獄死しており、「重追放・軽追放・所払い・手鎖・過料・押込み・急度叱（きっとしかり）・叱」で、加えて「闕所・御役御免」等の措置が告げられた。
- 甲賀郡志によれば、同郡の処罰者は獄門から叱まで12,571名に対して判決が出された。野洲郡・栗太郡については資料が残されておらず不明。なお、獄門となった土川平兵衛は獄死したため首は晒されず、罪状を記した獄門札だけが三上村に建てられ、その家族は野洲川原で「敲（たたき）」の上「所払い・闕所」が申し渡された[23]。

入牢者への判決
| 身分 | 姓名         | 出身           | 罪科         |
| ---- | ------------ | -------------- | ------------ |
| 庄屋 | 谷口庄内     | 甲賀郡岩根村   | 所払い・闕所 |
| 庄屋 | 鵜飼彦四郎   | 野洲郡戸田村   | 所払い・闕所 |
| 庄屋 | 苗村安右衛門 | 野洲郡小篠原村 | 所払い・闕所 |
| 庄屋 | 沢口丈助     | 野洲郡小篠原村 | 所払い・闕所 |
| 庄屋 | 小谷忠右衛門 | 野洲郡行合村   | 所払い・闕所 |

その外、野洲郡内で記録に残る処罰者は戸田村年寄り1名・百姓2名、小篠原村百姓3名は手鎖・押込み。今浜村庄屋今川直右衛門は手鎖、矢島村庄屋林宗左衛門は役儀取上げとなった（期間は1月から100日）。

### 諸藩士の処罰
諸藩士の一揆勢への対応は、積極的な取締りを行わず極めて好意的で寛容であった ことに対して、幕府派遣役人は疑惑を大いに感じた。実際、三上藩の平野や大谷が他藩領とは言え野洲川筋庄屋の顔を知らない訳はないはずであり、水口藩士細野亘は一揆指導者の一人で江戸送りとなった岩根村大庄屋藤谷弥八とは親戚関係にあった。平野・大谷と一揆勢との遣り取りを見る限り、一揆勢の目的を良く理解し張本隠し（首謀者を隠す行為）にも関与している節がある。膳所藩については、過去の大久保今助の検地から幕府のやり方に藩自体が大いに不満を感じており、湖水縁・川筋の新開場が農民・領主にとっていかに不条理なものであるかを理解していた。天保14年に大阪の医師により書かれた『浮世の有様』では、「此度役人衆（市野等）の働き振りに、間数を多く打ち出し、賄賂に貪り、6尺に余程足らざる棹を用いて多く打ち出せしと言う、是故に諸侯も、百姓も大いに憤り、此度一揆せしを諸侯の向も密に悦べる程のことなれば」と書かれている。
三上藩士
天保13年12月22日（1843年1月22日）夕、三上藩郡奉行平野八右衛門に対し召し状が届き、翌日大津代官所において幕府より派遣された関・戸田の尋問を受けることになった。26日には「十万日日延べ」請文を扱った地方役人大谷治之助・一揆当日警備に当たった神山鞆二郎・川上某も出頭を求められ、見分役人であった大津・信楽代官所手代4名も同席し取調べを受けた。事情聴取の結果、最後には見分役人として信楽代官所手代柴山と京都町奉行所柴田以外は全て避難したこと、勘定方市野は逸早く三上山の洞窟に身を隠し京まで逃げた役人もいたことに、その臆病さにあきれ返った。ただ大谷に対しては「十万日の日延べ請文を百姓の要求通りに書き改め手渡し、その間百姓と話をしたにも係わらず名前を知らないと言うことに疑念がある」、「一時的な方策と言いながら請文を渡し、更に持ち帰えらさせた点、平野共々手落ちである」とされ、天保14年11月29日（1844年1月18日）京都東町奉行伊那より平野と大田は「第一手弱の取計らい、右始末不埒に付き、押込め仰せ付ける」判決が出され謹慎刑を言い渡され、神山・川上には「急度御叱り」と訓戒処分を下された。
水口藩士
三上藩士取調べ後天保14年1月23日（1843年2月21日）大庄屋山村十郎右衛門を以下捕縛された者以外の庄屋を次々に大津代官所に呼び出した。幕府から派遣された戸田は山村に対して「多くの藩士や大庄屋達まで一揆の鎮圧に当たりながら、領分の者まで大勢騒動を起こしているのに一人として召し捕らえなったとは何たる仕打ちか」との叱責を受けた。2月7日（3月7日）には鎮圧に当たった物頭細野亘・郡奉行岡田勘右衛門以下16名の藩士が大津に呼び出された。一揆当日、「一揆勢の蜂起を止めなかったばかりか却って炊き出しなどを行い、後援して三上へ決行に行かしめた」として細野以下16名は100日の「閉門」、あるいは「押込み」を後日言い渡された。
膳所藩士
膳所藩は一揆当日藩士中村式右衛門を隊長に石部宿へ170名ほか合計で260余名の藩士を繰り出し十分な鎮圧体制を取っていたにも係わらず、「一揆勢の進行を抑止せず、炊き出しを行い後援し、しかも16日夜には引き上げる一揆勢一人ひとりへ十万日日延べ請文の写しを手渡した」ことについて中村式右衛門は厳しい追及を受け、江戸へ送られた上江戸十里四方・近江国などでの居住を禁止される「追放」刑に処された。その他23名の藩士に対して「押込み」を言い渡された。
見分役人
見分責任者であった勘定方市野茂三郎、普請役藤井鉄五郎・大坪本左衛門は、天保13年11月12日（1842年12月13日）に帰府命令を受け11月25日（12月26日）に大津を出立し水口宿に一泊し江戸に向かった。僅かに水口宿大庄屋『山村十郎右衛門日記』の天保14年3月21日（1843年4月20日）の項に「今日植野瀬兵衛様が来られ、噂によれば当月11日江戸表にて川筋御裁許これあり、即ち御役御免・逼塞 市野茂三郎様、追込 藤井鉄五郎様・大坪本左衛門様、京都奉行所の柴田様上田様も押込み」と処罰の話が記され、見分派遣役人の処置を知る唯一の資料となっている。

## 一揆が与えた影響
近江天保一揆は、典型的な惣百姓型の一揆で、複数の領主・郡・村に跨る数万の農民を数名の指導者が極めて計画的に推し進めたことに最大の特色がある。一揆勢を川原に待機させる、打ち壊しは行わない等の当初計画を守れなかった点もあるが、一人の犠牲者を出すことなく目的達成後は群集を淡々と解散させたことは驚くべき事である。江戸時代を通して「検地反対」を訴えた一揆は94件に及ぶが、「近江天保一揆」は検地阻止を完全に勝ち取った唯一の一揆で、天保の改革における最重要目標の一つであった年貢増徴政策を事実上失敗に追いやった。一揆後、幕府により計画されていた日本各地の検地は中止され、幕府の財政難は明治維新まで続いた。この一揆は経済的面と面目の点で幕府衰退の遠因の一つとなった。農民が幕府政策に多大な影響を与えた事は当時としては驚愕であり、幕府威信を著しく傷つけたことは間違いない。
天保の改革は、推進者の水野忠邦の失脚によりわずか2年で中止となった。この一揆において、水口藩・膳所藩・三上藩などの在地の武士が、一揆勢を押さえなかった責任を問われて処分を受けたが、これら諸藩の武士は明らかに一揆の行動に対し同情または傍観の態度をとり、幕府の強引な検地に背を向けていた。従来であれば、一揆を抑止する立場にある武士の態度は今までに無かった行動と言える。

## 年表
近江天保一揆略年表
天保12年（1841年）
閏1月7日、「天保の改革」始まる。
11月、草津川筋・野洲川筋・仁保川筋並びに湖水廻り西江州筋の375ヶ村の庄屋を京都町奉行所へ呼び出し、見分の申渡しと共に請書の提出を命じられる。
天保13年（1842年）
1月11日、幕府勘定方市野茂三郎等が見分のため近江に到着。
1月19日、野洲郡野村から仁保川筋の野洲・蒲生郡の見分を開始。
2月14日、上駒月村の見分を終え、大野村を経て甲賀郡土山宿（現甲賀市）に到着。
2月17日、土山宿（幕府領）を見分し下駒月村へ移動。その後蒲生郡日野・大窪（現蒲生郡日野町）を見分。
3月、蒲生郡桜川寺村・綺田村（現東近江市）を見分。
6月16日、蒲生郡鏡・西横関村（現竜王町）付近を巡見。
6月25日、野洲郡大篠原村（現野洲市）を見分。
8月、湖辺の蒲生郡北之庄村・浅小井村（現近江八幡市）、神崎郡伊庭村（現東近江市）、野洲郡須原新田（現野洲郡中主町）付近を見分。
8月6日、野洲郡三上村（現野洲市）庄屋土川兵兵衛より野洲郡上永原村（現野洲市）庄屋野依又右衛門宛、見分阻止のための庄屋会議開催を提案。
8月12日、大篠原村庄屋小沢甚七名で17ヶ村に回状が出され野洲郡大篠原村浄勝寺に野洲郡16ヶ村の庄屋が集まる。
9月17日、野洲郡桜生村（現野洲市）宝樹寺に野洲郡22ヶ村の庄屋が集まる。
9月26日、甲賀郡庄屋会議、野洲・栗太郡庄屋会議が開かれる。（甲賀郡は水口宿の旅籠萬屋伝兵衛方と丸屋金兵衛方に分かれ開かれ庄屋137名中70名が参加。野洲・栗太郡は野洲郡戸田村（現守山市）立光寺で開かれ庄屋136名中60名が参加）。
9月29日、野洲郡野洲村（現野洲市）近辺を見分。
10月6日、野洲郡富成新田から小篠原村（野洲市）を見分。
10月11日、検地役人市野茂三郎ら一行約40名、野洲郡三上村に到着し、本陣を構える。
10月13日、三上村庄屋土川平兵衛から甲賀郡杣中村の黄瀬文吉・市原村田島治兵衛に緊急に出状され、黄瀬・田島に宇田村藤田宗衛門が加わり甲賀郡内に「廻状」が回る。
10月14日、未明、矢川神社（矢川寺）の鐘を合図に農民集結。
10月15日、夜明けとともに杣川沿いを駆けのぼり、田堵野・五反田の庄屋宅に押しかけ「検地下調べ役」を引き受けたこと理由に乱暴に及ぶ。藤堂家、国境に陣を構え事態に備える。杉谷村庄屋宅に詰めかける。森尻村庄屋宅に押し寄せる。森尻村庄屋等の注進により水口藩物頭・細野亘以下約70名、矢川神社境内に出張、警固の陣を構え西下を阻む。一揆の勢杣川沿いに下る。途中、三本柳庄屋宅を打毀わし、三雲を経て石部宿に到る。
10月16日、未明五反野村・田堵野村・三大寺村・菩提寺村庄屋宅に乱暴後、甲賀郡一揆勢が三上村に到着し野洲栗太郡一揆勢に合流、検地役人本陣（三上藩の大庄屋・大谷治太郎宅）を包囲し、交渉両三度、遂に「検地十万日日延ベ」の証文を得る。一揆勢三上村を退去し、膳所藩、石部宿にて「日延べ」の書付の写を交付し帰村。検地役人一行、大津代官所を経て京都町奉行所に到り対策を協議。
12月、市野茂三郎「帰府」の命を受ける。
10月22日、京都町奉行所から役人が派遣され、守山・石部・水口・土山の各宿にて一揆参加者の取調べを開始。田島治兵衛らを捕縛。
10月23日、岩根村庄屋藤谷弥八ら80余人を水口・桝屋市兵衛の旅籠に召喚し、京都町奉行所に関係者を引渡す。
12月14日、幕府、関源之進・戸田嘉十郎を大津代官所に派遣。
12月16日、京都二条の監獄に留置中の土川兵兵衛以下、関係者を大津に移す。
天保14年（1843年）
1月、甲賀・野洲・栗太郡各村の「宗門人別帳」を提出。領主毎に庄屋1名、百姓3名ずつ、計5百余村から2千余名に連日大津代官所に出頭を命ぜられる。大津代官所牢獄を増築、入牢者1千余名を数え、獄中に絶命するもの続出。
2月、水口藩士約130名・膳所藩士約270名が大津代官所に呼出され、取調べを受ける。
3月4日、土川平兵衛ら11名、唐丸籠に入れられ大津を立ち江戸に向かう。
3月5日、宇田村庄屋藤田宗兵衛、江戸送り途中石部宿にて死去。
3月7日、深川村庄屋田中安右衛門、江戸送りの途中桑名宿で死去。
3月12日、氏川村百姓山中庄五郎、江戸送りの途中藤枝宿で死去。
3月20日、江戸送り存命者8名江戸小伝馬町の牢に入る。
4月18日、針村百姓宮島文五郎、小伝馬町で獄死。
4月25日、三上村庄屋土川平兵衛・岩根村庄屋藤谷弥八が江戸小伝馬町で獄死。その後、市原村庄屋田島治兵衛・杣中村庄屋黄瀬平治・松尾村庄屋中藪喜兵衛・上野村百姓田島九兵衛が相次いで獄死。油日村百姓杉本惣太郎のみ実刑（佃島に流罪）。
11月23日、京都町奉行所から一揆参加者に対し仕置きが下される。甲賀郡誌によれば同郡だけで仕置き対象者は12,571名に上った。
明治元年（1868年）
9月8日、「大赦」により一揆関係者の罪が許される。

## 近江天保一揆を扱った書籍・演劇他
一揆に関わる資料・研究書
- 『沖野・長谷野新開場 御見分御用留』（金屋村庄屋金八著 天保13年（1842年））
- 『日記』（富波新町庄屋角俵五郎 天保13年（1842年））
- 『一件上申書』（三上藩郡奉行平野八右衛門 天保13年（1842年））
- 『浮世の有様　江州一揆』（大阪医師著 天保14年（1843年））
- 『山村十郎右衛門日記』（水口宿庄屋山村十郎右衛門著 天保14年（1843年））
- 『百足再来記』（筆者不明 嘉永4年（1852年））
- 『近江国 御見分 騒動写発端より御裁許まで』（筆者不明 文久元年（1861年））
- 『滋賀県史 第3巻』 P701「村落生活と農民一揆殊に天保騷動」の項（滋賀県編 滋賀県 1928年）
- 『野洲郡史 下巻』 P693「天保の農民騒動」の項（橋川正編 野洲郡教育会 1927年）
- 『守山市史』（守山市史編纂委員会編 守山市 1974年）
- 『水口町志 上巻』 P362「天保三上一揆」の項（水口町志編纂委員会編 水口町1959年）
- 『甲南町史』 P247「天保の農民一揆」の項（甲南町史編纂委員会編 甲南町 1967年）
- 『石部町史』（高橋良暢編 石部町教育委員会 1959年）
- 『天保義民録』（河村吉三著 高知堂 1893年）
- 『近江経済史論攷』 P437「近江檢地史上に於ける天保年間湖東三上山檢地の性格」の項（喜多村俊夫著 大雅堂 1946年）
- 『天保の義民』（松好貞夫著 岩波書店 1962年）
- 『徳川時代百姓一揆叢談 上冊』 P267（小野武夫著 刀江書院 1969年）
- 『日本史のなかの湖国 地域史の再発見』 「近江天保一揆の軌跡」の項（苗村和正著 文理閣 1991年）
- 『てのひら文庫　滋賀県6年』（滋賀県小学校教育研究会国語部会編 文渓堂 1992年）
- 『夜明けへの狼火 近江国天保義民誌』（大谷雅彦著 天保義民150年顕彰事業実行委員会 1992年）
- 『江戸時代 人づくり風土記 滋賀』 「増税をめざす検地を阻止した天保大一揆と義民たち」の項（農山漁村文化協会 1996年）
- 『郷土の偉人』（天保義民顕彰事業・第9回全国義民サミット開催実行委員会副読本部会編集 野洲市教育委員会 2005年）

一揆について掲載した新聞
- 『甲賀蜂起録』（日出新聞 1891年11月3日より11日）
- 『三上颪琵琶激浪』（京都滋賀新報 1882年8月5日より10月26日）

天保義民を扱った書籍
- 『義民庄屋土川平兵衛』（土川平兵衛の徳を讃える会編 土川平兵衛の徳を讃える会 1982年）
- 『天保の義人 土川平兵衛』（白井広次 編 白井広次 1968年）
- 『郷土に輝くひとびと』（滋賀県厚生部青少年対策室編 滋賀県 1970年）
- 『日本義民実伝』 P192「土川平兵衛」の項（樋口二葉著 晴光館 1910年）
- 『庄屋平兵衛獄門記』（宇野宗佑著 青蛙房 1971年）
- 『近江人物伝』 P50「土川平兵衛」 P226「田島治兵衛」の項（木村至宏他著 弘文堂書店 1978年）

小説・戯曲
- 戯曲『義民』（宇野長司著 全国遺業顕彰会 1934年）
- 戯曲『蜂起』（藤森成吉著 日本評論社 1939年）
- 小説『燃ゆる甲賀』（徳永真一郎著 光風社 1961年）

その他
- 音楽ドラマ『天保義民に捧ぐ 魂「炎」の如く』（寺島保行作曲・演奏）
- 『天保義民伝・土に生きる 幕府に勝った一揆』（テレビ東京 1999年10月17日放送 脚本：愛川直人、監督：津島勝、制作会社：インターボイス、音楽：石田大士、企画：『天保義民』制作推進委員会）

## 供養塔・顕彰碑他
- 天保義民碑：三上山麓（滋賀県野洲市三上）

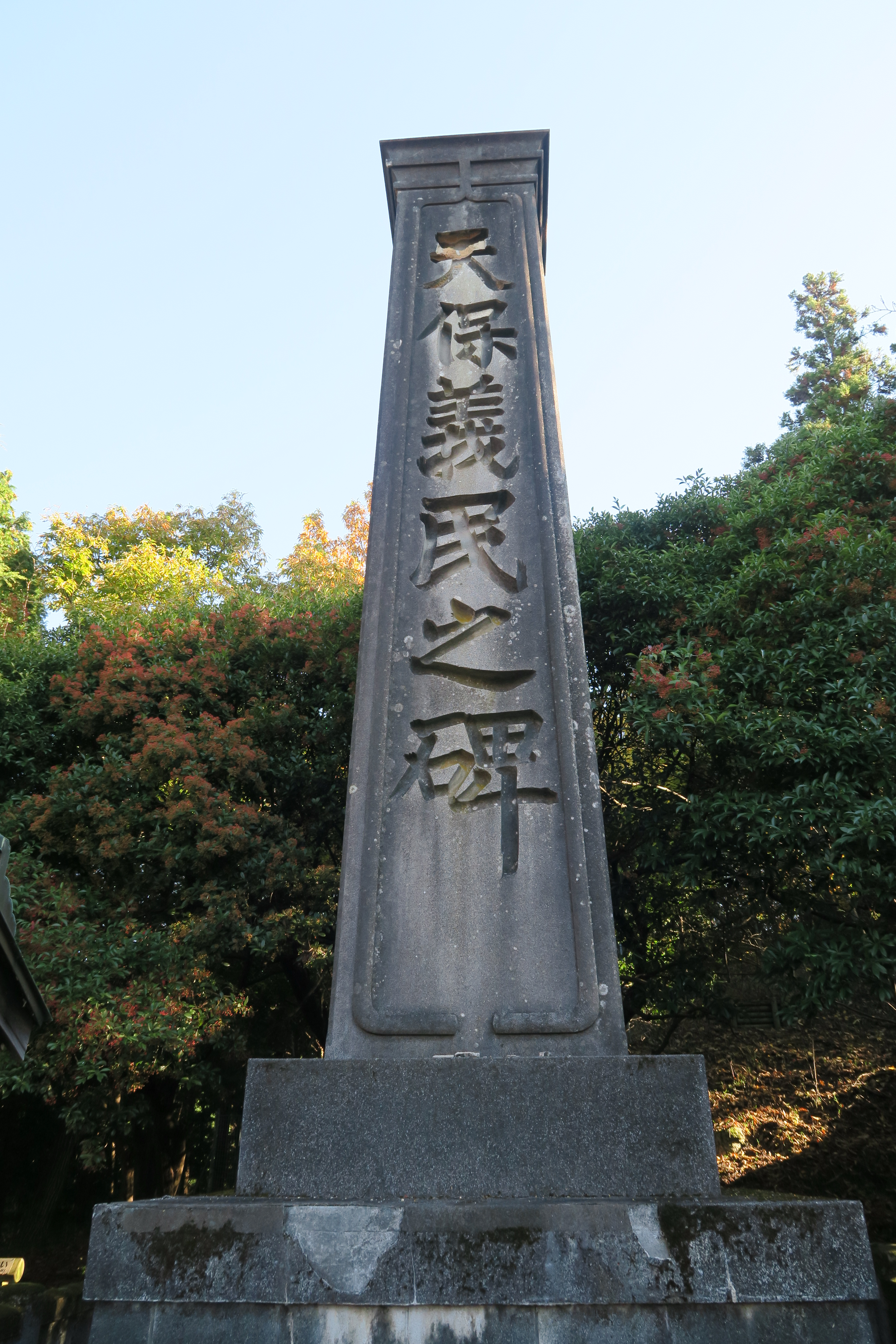
天保義民之碑

- 天保義民之碑：伝芳山（滋賀県湖南市三雲伝芳山）
- 甲賀騒動義民の霊位五倫塔：大徳寺（滋賀県甲賀市水口町本町3-3-46）
- メモリアルタワー：矢川神社前（滋賀県甲賀市甲南町森尻）
- 田島治兵衛の慰霊碑：西願寺（滋賀県甲賀市甲南町市原430）
- 西浦九兵衛の慰霊碑：勢田寺（滋賀県甲賀市甲南町杉谷2031）
- 田中安右衛門の慰霊碑：浄福寺（滋賀県甲賀市深川1631）
- 土川平兵衛の石像：野洲市立三上小学校（滋賀県野洲市三上111）
- 土川平兵衛の供養塔：三上墓地（滋賀県野洲市三上2170）

## 一揆の史跡
- 近江三上陣屋跡：三上藩の陣屋が置かれていた。陣屋の前が見分役人市野等の本陣跡。（滋賀県野洲市三上455他一帯）
- 玄亀山常永寺：三上陣屋表門は常永寺に移築され山門として現存。（滋賀県湖南市岩根1043）
- 東方山浄勝寺：野洲郡大篠原村を中心に16ヶ村の庄屋の会合地。（滋賀県野洲市大篠原2064）
- 桜生山宝樹寺：野洲郡大篠原村・三上村を中心とする22ヶ村の庄屋の会合地。（滋賀県野洲市小篠原216）
- 富田山立光寺：野洲郡・栗太郡庄屋の会合地。（滋賀県守山市立田町1623）
- 御上神社：土川平兵衛の家は御上神社の仲衆であった。（滋賀県野洲市三上838）
- 矢川神社：矢川神社（矢川寺）の鐘を合図に甲賀郡農民が集結した。（滋賀県甲賀市甲南町森尻70）
- 三十八社神社：甲賀庄屋に出された一揆廻状が戦後発見された。（滋賀県甲賀市水口町伴中山2645）
- 別れの一本松跡：甲賀一揆勢の集合地の一つ。（滋賀県甲賀市甲南町深川）
- 横田河原（横田渡常夜燈）：甲賀一揆勢最終集合地、水口藩兵が通行を阻止しようとするができず、一揆勢はここから三上村に向かった。（滋賀県甲賀市水口町泉355）
- 美松山南照寺：近江湖南27名刹霊場第12番、水口藩領捕縛者の除災を7日間に亘り祈祷した。（滋賀県湖南市平松264）